# New Philadelphia (Ohio)
New Philadelphia – miasto w Stanach Zjednoczonych, w stanie Ohio. Liczba mieszkańców w 2000 roku wynosiła 17 043.

## Klimat
Miasto leży w strefie klimatu umiarkowanego, ciepłego, subtropikalnego, bez pory suchej z gorącym latem, należącego według klasyfikacji Köppena do strefy Cfa. Średnia temperatura roczna wynosi 10,8°C, a opady 988,1 mm (w tym do 56,9 cm opadów śniegu). Średnia temperatura najcieplejszego miesiąca - czerwca wynosi 22,5°C, najzimniejszego - lutego -1,6°C podczas gdy rekordowe temperatury wynoszą odpowiednio 37,8°C i -23,9°C.